# Jean-Christophe Borlin

a Compétitions nationales et continentales officielles uniquement.

b Matchs officiels uniquement.
Jean-Christophe Borlin, né le 21 décembre 1976 à Saint-Gaudens, est un joueur et entraîneur de rugby à XIII français évoluant au poste de pilier et de deuxième ligne.
Sa carrière sportive se construit avec le club de Saint-Gaudens avec lequel il remporte le Championnat de France en 2004. Il effectue également quelques piges à Toulouse en Championship et Championnat de France ainsi qu'à Doncaster en Angleterre. Ses prestations en club l'amènent à être sélectionné en équipe de France entre 1999 et 2008 prenant part à la Coupe du monde en 2000 et 2008, et y a remporté la Coupe d'Europe des nations en 2005.
Il devient après sa carrière sportive manager de Saint-Gaudens.

## Biographie
Au côté du rugby à XIII, il exerce la profession de cuisinier-pâtissier.

## Palmarès
- Collectif :
  - Vainqueur de la Coupe d'Europe des nations : 2005 (France).
  - Vainqueur du Championnat de France : 2004 (Saint-Gaudens).
  - Finaliste de la Coupe d'Europe des nations : 2004 (France).
  - Finaliste du Championnat de France : 1999 et 2003 (Saint-Gaudens).

### En sélection

#### Coupe du monde
| Édition | Rang            | Résultats France | Résultats Borlin | Matchs Borlin |
| ------- | --------------- | ---------------- | ---------------- | ------------- |
| 2000    | Quart-de-finale | 2 v, 0 n, 2 d    | 0 v, 0 n, 0 d    | 0/4           |
| 2008    | 10e             | 0 v, 0 n, 3 d    | 0 v, 0 n, 1 d    | 1/3           |

Légende : v = victoire ; n = match nul ; d = défaite.

#### Coupe d'Europe
| Édition | Rang      | Résultats France | Résultats Borlin | Matchs Borlin |
| ------- | --------- | ---------------- | ---------------- | ------------- |
| 2004    | Finaliste | 1 v, 0 n, 2 d    | 1 v, 0 n, 1 d    | 2/3           |
| 2005    | Vainqueur | 3 v, 0 n, 0 d    | 1 v, 0 n, 0 d    | 1/3           |

Légende : v = victoire ; n = match nul ; d = défaite.

#### Détails en sélection
| 1.  | 13 octobre 1999   | Angleterre           | 20-28 | Challenge Anglo-français | Remplaçant     | - | - | - | - |
| 2.  | 23 octobre 1999   | Angleterre           | 20-50 | Challenge Anglo-français | Remplaçant     | - | - | - | - |
| 3.  | 11 novembre 1999  | Maroc                | 80-8  | Coupe de la Méditerranée | Deuxième ligne | - | - | - | - |
| 4.  | 17 juin 2001      | Papouas.-Nlle-Guinée | 27-16 | Test-match               | Remplaçant     | 4 | 1 | - | - |
| 5.  | 2 novembre 2002   | Liban                | 27-16 | Test-match               | Pilier         | - | - | - | - |
| 6.  | 30 novembre 2002  | Nouvelle-Zélande     | 10-36 | Test-match               | Remplaçant     | - | - | - | - |
| 7.  | 16 octobre 2004   | Russie               | 58-10 | Coupe d'Europe           | Pilier         | 4 | 1 | - | - |
| 8.  | 30 octobre 2004   | Angleterre           | 4-42  | Coupe d'Europe           | Pilier         | - | - | - | - |
| 9.  | 30 octobre 2005   | Géorgie              | 60-0  | Coupe d'Europe           | Remplaçant     | - | - | - | - |
| 10. | 12 novembre 2005  | Australie            | 12-44 | Test-match               | Remplaçant     | - | - | - | - |
| 11. | 22 octobre 2006   | Angleterre           | 10-26 | Test-match               | Remplaçant     | - | - | - | - |
| 12. | 29 octobre 2006   | Samoa                | 28-6  | Test-match               | Remplaçant     | 4 | 1 | - | - |
| 13. | 5 novembre 2006   | Tonga                | 10-48 | Test-match               | Remplaçant     | - | - | - | - |
| 14. | 22 juin 2007      | Grande-Bretagne      | 14-42 | Test-match               | Remplaçant     | - | - | - | - |
| 15. | 27 octobre 2007   | Écosse               | 46-16 | Test-match               | Centre         | - | - | - | - |
| 16. | 3 novembre 2007   | Papouas.-Nlle-Guinée | 38-26 | Test-match               | Remplaçant     | - | - | - | - |
| 17. | 10 novembre 2007  | Papouas.-Nlle-Guinée | 22-16 | Test-match               | Pilier         | - | - | - | - |
| 18. | 17 novembre 2007  | Nouvelle-Zélande     | 14-22 | Test-match               | Remplaçant     | - | - | - | - |
| 19. | 1er novembre 2008 | Fidji                | 6-42  | Coupe du monde           | Pilier         | - | - | - | - |